# أنغري بيردز 2
الطيور الغاضبة 2 (بالإنجليزية: Angry Birds 2)‏ هي لعبة فيديو من نوع الغاز صدرت في 30 يوليو 2015، وهي متوفرة على أجهزة آي أو إس وأندرويد. اللعبة من تطوير روفيو انترتينمنت ومن نشر روفيو انترتينمنت.
وتم تطويرها بعد نجاح الجزء السابق منها الطيور الغاضبة كلاسيك لم تعد متوفرة للوطن العربي علي اغلب الهواتف.
وتمت إضافة بعض من المزايا الجديدة لتعطي مستخدمي الهواتف تجربة أفضل ويمكن الاستغناء عن اللعبة القديمة بهذا الشكل
| استقبال |        |
| --- | ------ |
| مجموع النقاط المجموع نقاط ميتاكريتيك 66/100 [ 1 ] نتائج المراجعة نشرة نقاط آي جي إن 6.7/10 [ 2 ] Pocket Gamer UK 7/10 [ 3 ] Touch Arcade [ 4 ] |        |
| مجموع النقاط |        |
| المجموع | نقاط   |
| ميتاكريتيك | 66/100 |
| نتائج المراجعة |        |
| نشرة | نقاط   |
| آي جي إن | 6.7/10 |
| Pocket Gamer UK | 7/10   |
| Touch Arcade | [ 4 ]  |

## وصلات خارجية
- أنغري بيردز 2 على موقع Google Play (الإنجليزية)
- الموقع الرسمي